# 栃木県警察部
栃木県警察部（とちぎけんけいさつぶ）は、戦前の内務省監督下の栃木県が設置した府県警察部であり、栃木県内を管轄区域とする。
1948年（昭和23年）3月6日に廃止となり、栃木県警察部は国家地方警察栃木県本部と宇都宮市警察などの自治体警察に再編されることになった。

## 沿革
- 1876年（明治9年）1月　栃木県庁に第四課を設置。
- 1880年（明治13年）4月　栃木県警察本署に改称。
- 1886年（明治19年）7月　栃木県警察本部に改称。
- 1890年（明治23年）10月　栃木県警察部に改称。
- 1905年（明治38年）4月　栃木県第四部に改称。
- 1907年（明治40年）7月　栃木県警察部に改称。
- 1928年（昭和3年）7月　特別高等警察課を設置。
- 1945年（昭和20年）10月　特別高等警察が廃止。
- 1946年（昭和21年）7月　公安課（公安警察）を設置。

## 組織
1927年（昭和2年）時点
- 警務課
- 高等警察課
- 刑事課
- 保安課
- 衛生課

## 警察署
1927年（昭和2年）時点
- 宇都宮警察署
- 栃木警察署
- 小山警察署
- 佐野警察署
- 足利警察署
- 鹿沼警察署
- 日光警察署
- 矢板警察署
- 喜連川警察署
- 大田原警察署
- 烏山警察署
- 川西警察署
- 黒磯警察署
- 真岡警察署
- 茂木警察署

## 歴代部長
| 代 | 官職名                 | 氏名       | 就任日         | 退任日         | 前職                      | 後職                                  | 備考                     |
| -- | ---------------------- | ---------- | -------------- | -------------- | ------------------------- | ------------------------------------- | ------------------------ |
| 1  | 警部長 警察本署長      | 松沢光憲   | 1882年1月25日  | 1883年11月21日 | 一等警部兼一等属          | 四等警視兼一等警察使                  |                          |
| 2  | 警部長 警察本署長      | 染川済     | 1883年11月21日 | 1884年6月13日  | 四等警視兼一等警察使      | 鹿児島県警部長                        |                          |
| 3  | 警部長 警察本署長      | 折田正介   | 1884年7月11日  | 1885年3月4日   | 一等属兼警部              | 依願免本官                            |                          |
| 4  | 警部長 警察本署長      | 高橋仲次   | 1885年3月4日   | 1886年7月20日  | 福島県警部長              | -                                     |                          |
| 4  | 警部長 警察本部長      | 高橋仲次   | 1886年7月20日  | 1888年1月6日   | -                         | 高知県警部長                          |                          |
| 5  | 警部長 警察本部長      | 川上親晴   | 1888年1月31日  | 1889年3月22日  | 第四高等中学校幹事        | 四等警視                              |                          |
| 6  | 警部長 警察本部長      | 三村実     | 1889年3月22日  | 1890年10月11日 | 四等警視                  | 千葉県参事官                          |                          |
| 7  | 警部長 警察部長        | 田中貴道   | 1890年10月11日 | 1892年8月19日  | 奈良県警部長              | 福島県警部長                          |                          |
| 8  | 警部長 警察部長        | 岩下敬蔵   | 1892年8月19日  | 1894年10月17日 | 福島県警部長              | 三重県警部長                          |                          |
| 9  | 警部長 警察部長        | 竹下康之   | 1894年10月17日 | 1895年5月12日  | 三重県警部長              | 非職                                  |                          |
| 10 | 警部長 警察部長        | 平岡定太郎 | 1895年5月12日  | 1896年12月28日 | 徳島県参事官              | 衆議院書記官                          |                          |
| 11 | 警部長 警察部長        | 楯石騤二郎 | 1897年1月9日   | 1897年12月9日  | 鹿児島県警部長            | 福岡県警部長                          |                          |
| 12 | 警部長 警察部長        | 有川貞壽   | 1897年12月9日  | 1900年1月20日  | 福岡県警部長              | 千葉県警部長                          |                          |
| 13 | 警部長 警察部長        | 水本兼孝   | 1900年1月20日  | 1902年10月20日 | 高知県警部長              | 休職                                  |                          |
| 14 | 警部長 警察部長        | 久保通猷   | 1902年10月20日 | 1903年7月16日  | 休職台湾総督府鉄道事務官  | 富山県警部長                          |                          |
| 15 | 警部長 警察部長        | 黒金泰義   | 1903年7月16日  | 1905年2月10日  | 山口県警部長              | 警視庁警視                            |                          |
| 16 | 警部長 警察部長        | 池松時和   | 1905年2月10日  | 1905年4月19日  | 岩手県警部長              | -                                     |                          |
| 16 | 事務官 第四部長 警務長 | 池松時和   | 1905年4月19日  | 1906年7月28日  | -                         | 愛知県事務官・第四部長                |                          |
| 17 | 事務官 第四部長 警務長 | 植松金章   | 1906年7月28日  | 1907年7月13日  | 徳島県事務官              | -                                     |                          |
| 17 | 事務官 警察部長 警務長 | 植松金章   | 1907年7月13日  | 1910年5月13日  | -                         | 依願免本官                            |                          |
| 18 | 事務官 警察部長 警務長 | 米田甚太郎 | 1910年5月13日  | 1913年6月13日  | 北海道庁警視              | -                                     |                          |
| 18 | 警察部長               | 米田甚太郎 | 1913年6月13日  | 1915年1月8日   | -                         | 秋田県内務部長                        |                          |
| 19 | 警察部長               | 舟橋雅一   | 1915年1月8日   | 1916年1月3日   | 東京府理事官              | 死去                                  |                          |
| 20 | 警察部長               | 梅谷光貞   | 1916年1月10日  | 1916年6月12日  | 岩手県警察部長            | 台湾総督府警視                        |                          |
| 21 | 警察部長               | 佐藤復三   | 1916年6月12日  | 1919年4月19日  | 島根県理事官              | 関東庁警務官                          |                          |
| 22 | 警察部長               | 大森佳一   | 1919年4月19日  | 1921年5月2日   | 滋賀県警察部長            | 岩手県内務部長                        |                          |
| 23 | 警察部長               | 南波杢三郎 | 1921年5月2日   | 1923年10月27日 | 警察講習所教授            | 福井県内務部長                        |                          |
| 24 | 警察部長               | 松永立五   | 1923年10月27日 | 1924年12月20日 | 鹿児島県理事官            | -                                     |                          |
| 24 | 書記官 警察部長        | 松永立五   | 1924年12月20日 | 1925年3月11日  | -                         | 休職                                  |                          |
| 25 | 書記官 警察部長        | 石田馨     | 1925年3月11日  | 1925年9月17日  | 休職内務書記官            | 岡山県書記官・内務部長                |                          |
| 26 | 書記官 警察部長        | 古川静夫   | 1925年9月17日  | 1927年5月17日  | 京都府書記官              | 福岡県書記官・学務部長                |                          |
| 27 | 書記官 警察部長        | 友部泉蔵   | 1927年5月17日  | 1928年2月28日  | 福井県書記官・内務部長    | 内務書記官 警保局保安課長             |                          |
| 28 | 書記官 警察部長        | 中屋重治   | 1928年2月28日  | 1929年7月8日   | 宮城県書記官・警察部長    | 休職                                  |                          |
| 29 | 書記官 警察部長        | 三橋孝一郎 | 1929年7月8日   | 1929年11月28日 | 内務事務官                | 朝鮮総督府事務官                      |                          |
| 30 | 書記官 警察部長        | 伊藤爽哉   | 1929年11月30日 | 1930年12月27日 | 山梨県書記官・学務部長    | 宮崎県書記官・警察部長                |                          |
| 31 | 書記官 警察部長        | 足立達夫   | 1930年12月27日 | 1931年12月24日 | 青森県書記官・警察部長    | 栃木県書記官・内務部長                |                          |
| 32 | 書記官 警察部長        | 中野善敦   | 1931年12月24日 | 1932年3月31日  | 奈良県書記官・学務部長    | 内務省社会局労務課長                  |                          |
| 33 | 書記官 警察部長        | 内藤三郎   | 1932年3月31日  | 1935年1月19日  | 秋田県書記官・警察部長    | 皇宮警察部長                          |                          |
| 34 | 書記官 警察部長        | 泉守紀     | 1935年1月19日  | 1936年4月25日  | 奈良県書記官・警察部長    | 埼玉県書記官・警察部長                |                          |
| 35 | 書記官 警察部長        | 久安博忠   | 1936年4月25日  | 1939年4月21日  | 宮城県書記官・学務部長    | 長崎県書記官・警察部長                |                          |
| 36 | 書記官 警察部長        | 加藤祐三郎 | 1939年4月21日  | 1940年10月23日 | 内務事務官                | 依願免本官 （大政翼賛会組織部副部長） |                          |
| 37 | 書記官 警察部長        | 田中栄一   | 1940年10月23日 | 1942年7月7日   | 内閣情報部書記官          | 警視庁経済警察部長                    |                          |
| 38 | 書記官 警察部長        | 小幡治和   | 1942年7月7日   | 1942年11月1日  | 奈良県書記官・警察部長    | -                                     |                          |
| 38 | 部長 警察部長          | 小幡治和   | 1942年11月1日  | 1943年7月1日   | -                         | 防空総本部指導課長                    |                          |
| 39 | 部長 警察部長          | 羽根盛一   | 1943年7月1日   | 1945年4月21日  | 高知県部長・警察部長      | 防空総本部指導課長                    |                          |
| 40 | 部長 警察部長          | 松永謙三   | 1945年4月21日  | 1945年10月13日 | 滋賀県部長・経済部長      | 休職                                  |                          |
| 41 | 部長 警察部長          | 塩谷勇     | 1945年10月13日 | 1945年10月27日 | -                         | -                                     | 兼任 本務:栃木県内政部長 |
| 42 | 部長 警察部長          | 山川滋     | 1945年10月27日 | 1946年4月1日   | 厚生省保健課長            | -                                     |                          |
| 42 | 地方事務官 警察部長    | 山川滋     | 1946年4月1日   | 1946年6月8日   | -                         | 内務省公安課長                        |                          |
| 43 | 地方事務官 警察部長    | 柴田達夫   | 1946年6月8日   | 1946年10月28日 | 内務事務官                | 内閣行政調査部                        |                          |
| 44 | 地方事務官 警察部長    | 坂本智元   | 1946年10月28日 | 1947年5月2日   | 内務事務官                | 長野県警察部長                        |                          |
| 45 | 地方事務官 警察部長    | 井手勇     | 1947年5月2日   | 1947年12月10日 | 鳥取県警察部長            | 兵庫県警察部長                        |                          |
| 46 | 地方事務官 警察部長    | 山本幸雄   | 1947年12月10日 | 1948年3月6日   | 内務事務官 兼総理庁事務官 | 栃木県警察長                          |                          |

## 主な事件
- 足尾暴動事件
- 加波山事件